# Curtis Knight
Pour les articles homonymes, voir Knight.
 (juillet 2020).
Si vous disposez d'ouvrages ou d'articles de référence ou si vous connaissez des sites web de qualité traitant du thème abordé ici, merci de compléter l'article en donnant les références utiles à sa vérifiabilité et en les liant à la section « Notes et références ».
Curtis Knight (Fort Scott (Kansas), 9 mai 1929 – Lelystad, 29 novembre 1999) est un musicien américain et leader d'un groupe. Il est connu pour ses relations avec Jimi Hendrix. Il créa son propre groupe, nommé The Squires.
En 1992 Knight  s'est installé aux Pays-Bas où il a continué à enregistrer jusqu'à sa mort d'un cancer en 1999